# Premiership Rugby (2019/2020)
Premiership Rugby 2019/2020 – trzydziesta trzecia edycja Premiership Rugby, najwyższego poziomu rozgrywek w rugby union w Anglii. Organizowane przez Rugby Football Union zawody odbyły się w dniach 18 października 2019 – 24 października 2020 roku, a tytułu bronił zespół Saracens.
Rozgrywki zostały zaplanowane do rozegrania w pierwszej fazie systemem ligowym w okresie jesień-wiosna (18 października 2019 – 20 czerwca 2020) z awansem do półfinałów dla czołowej czwórki. Z uwagi na pandemię COVID-19 zawody zostały w połowie marca 2020 roku wstrzymane na pięć tygodni, zaś miesiąc później odłożone na czas nieokreślony. Wznowienie rozgrywek przy pustych trybunach nastąpiło w połowie sierpnia, zatem wszystkie mecze bez udziału publiczności były transmitowane na żywo przez BT Sport.
Tytuł mistrzowski zdobył zespół Exeter. Najwięcej punktów w sezonie zdobył Rhys Priestland, zaś Ollie Thorley i Ben Earl zdobyli po jedenaście przyłożeń będących najlepszym wynikiem tej edycji.
Na początku listopada 2019 roku, po dziewięciomiesięcznym dochodzeniu, klub Saracens za przekroczenie salary cap w sezonach 2016/17, 2017/18 i 2018/19 został ukarany odjęciem 35 punktów z ligowej tabeli oraz karą finansową w wysokości 5,36 miliona GBP. Pomimo zapowiedzi o apelacji, dwa tygodnie później klub wydał oświadczenie, iż nie będzie się odwoływał od tej decyzji. W połowie stycznia 2020 roku władze ligi ogłosiły, że zespół Saracens zostanie relegowany do niższego poziomu rozgrywkowego z końcem sezonu i w tym celu pod koniec tego miesiąca otrzymał kolejne 70 ujemnych punktów. Po publikacji pełnej oficjalnej decyzji niezależnego panelu, który nałożył te kary na klub kolejnym krokiem był przegląd obecnych przepisów w tym zakresie oraz propozycje ich modyfikacji, które zostały przedstawione w maju 2020 roku.

## Faza grupowa
| 18 października 201919:45 | Bristol Bears | 43:16(17:13) | Bath                                         | Ashton Gate, Bristol Widzów: 26399 Sędzia: Tom Foley |
| 18 października 201919:45 | Callum Sheedy 6 (3pd) Ioan Lloyd 7 (P pd) John Afoa 5 (P) Luke Morahan 10 (2P) Matt Protheroe 5 (P) Nathan Hughes 5 (P) Piers O’Conor 5 (P) | 43:16(17:13) | Rhys Priestland 11 (pd 3K) Zach Mercer 5 (P) | Ashton Gate, Bristol Widzów: 26399 Sędzia: Tom Foley |
| 18 października 201919:45 | Lewis Boyce | 43:16(17:13) |                                              | Ashton Gate, Bristol Widzów: 26399 Sędzia: Tom Foley |

| 19 października 201915:00 | Exeter                                   | 22:19(13:11) | Harlequins                                  | Sandy Park, Exeter Widzów: 11896 Sędzia: Christophe Ridley |
| 19 października 201915:00 | Joe Simmonds 17 (pd 5K) Jonny Hill 5 (P) | 22:19(13:11) | Gabriel Ibitoye 10 (2P) Marcus Smith 9 (3K) | Sandy Park, Exeter Widzów: 11896 Sędzia: Christophe Ridley |

| 19 października 201915:00 | Sale Sharks                                     | 16:18(10:0) | Gloucester                                                         | AJ Bell Stadium, Manchester Widzów: 6152 Sędzia: Andrew Jackson |
| 19 października 201915:00 | Byron McGuigan 5 (P) Robert du Preez 11 (pd 3K) | 16:18(10:0) | Billy Twelvetrees 8 (pd 2K) Mark Atkinson 5 (P) Tom Marshall 5 (P) | AJ Bell Stadium, Manchester Widzów: 6152 Sędzia: Andrew Jackson |
| 19 października 201915:00 | Freddie Clarke                                  | 16:18(10:0) |                                                                    | AJ Bell Stadium, Manchester Widzów: 6152 Sędzia: Andrew Jackson |

| 19 października 201915:00 | Saracens                                    | 25:27(16:21) | Northampton Saints                                                                     | Allianz Park, Londyn Widzów: 6706 Sędzia: Ian Tempest |
| 19 października 201915:00 | Ben Spencer 20 (pd 6K) Matt Gallagher 5 (P) | 25:27(16:21) | David Ribbans 5 (P) Henry Taylor 5 (P) James Grayson 12 (3pd 2K) Rory Hutchinson 5 (P) | Allianz Park, Londyn Widzów: 6706 Sędzia: Ian Tempest |

| 19 października 201915:00 | Worcester Warriors                                          | 24:16(15:13) | Leicester Tigers                         | Sixways Stadium, Worcester Widzów: 7740 Sędzia: Craig Maxwell-Keys |
| 19 października 201915:00 | Duncan Weir 14 (pd 4K) Perry Humphreys 5 (P) Ted Hill 5 (P) | 24:16(15:13) | Tom Hardwick 11 (pd 3K) Tom Youngs 5 (P) | Sixways Stadium, Worcester Widzów: 7740 Sędzia: Craig Maxwell-Keys |

| 20 października 201915:00 | London Wasps                                                                    | 26:29(16:19) | London Irish                                                                               | Ricoh Arena, Coventry Widzów: 12041 Sędzia: JP Doyle |
| 20 października 201915:00 | Dan Robson 5 (P) Jacob Umaga 3 (K) Lima Sopoaga 8 (pd 2K) Zach Kibirige 10 (2P) | 26:29(16:19) | Albert Tuisue 5 (P) Blair Cowan 5 (P) Ollie Hassell-Collins 5 (P) Paddy Jackson 14 (pd 4K) | Ricoh Arena, Coventry Widzów: 12041 Sędzia: JP Doyle |
| 20 października 201915:00 | Ruan Botha                                                                      | 26:29(16:19) |                                                                                            | Ricoh Arena, Coventry Widzów: 12041 Sędzia: JP Doyle |

| 25 października 201919:45 | Bath                                     | 13:10(10:10) | Exeter                                 | The Recreation Ground, Bath Widzów: 14290 Sędzia: JP Doyle |
| 25 października 201919:45 | Rhys Priestland 8 (pd 2K) Tom Dunn 5 (P) | 13:10(10:10) | Joe Simmonds 5 (pd K) Jonny Hill 5 (P) | The Recreation Ground, Bath Widzów: 14290 Sędzia: JP Doyle |

| 26 października 201914:00 | Northampton Saints                                                                                                   | 35:16(6:9) | Worcester Warriors                                         | Franklin’s Gardens, Northampton Widzów: 12025 Sędzia: Jack Makepeace |
| 26 października 201914:00 | George Furbank 10 (2P) James Grayson 10 (2pd 2K) Ollie Sleightholme 5 (P) Taqele Naiyaravoro 5 (P) Tom Collins 5 (P) | 35:16(6:9) | Duncan Weir 9 (3K) Francois Venter 5 (P) Jono Lance 2 (pd) | Franklin’s Gardens, Northampton Widzów: 12025 Sędzia: Jack Makepeace |
| 26 października 201914:00 | Ethan Waller | 35:16(6:9) |                                                            | Franklin’s Gardens, Northampton Widzów: 12025 Sędzia: Jack Makepeace |

| 26 października 201915:00 | Gloucester                                                          | 25:9(13:3) | London Wasps        | Kingsholm Stadium, Gloucester Widzów: 12377 Sędzia: Christophe Ridley |
| 26 października 201915:00 | Billy Twelvetrees 5 (pd K) Joe Simpson 10 (2P) Tom Marshall 10 (2P) | 25:9(13:3) | Lima Sopoaga 9 (3K) | Kingsholm Stadium, Gloucester Widzów: 12377 Sędzia: Christophe Ridley |
| 26 października 201915:00 | Malakai Fekitoa                                                     | 25:9(13:3) |                     | Kingsholm Stadium, Gloucester Widzów: 12377 Sędzia: Christophe Ridley |

| 26 października 201915:00 | Harlequins                                 | 22:17(9:9) | Bristol Bears                           | Twickenham Stoop, Londyn Widzów: 13006 Sędzia: Ian Tempest |
| 26 października 201915:00 | Joe Marchant 5 (P) Marcus Smith 17 (pd 5K) | 22:17(9:9) | Callum Sheedy 12 (4K) Jake Heenan 5 (P) | Twickenham Stoop, Londyn Widzów: 13006 Sędzia: Ian Tempest |
| 26 października 201915:00 | Nathan Hughes                              | 22:17(9:9) |                                         | Twickenham Stoop, Londyn Widzów: 13006 Sędzia: Ian Tempest |

| 26 października 201915:00 | London Irish                          | 7:41(0:20) | Sale Sharks | Madejski Stadium, Reading Widzów: 3622 Sędzia: Craig Maxwell-Keys |
| 26 października 201915:00 | Ruan Botha 5 (P) Stephen Myler 2 (pd) | 7:41(0:20) | Akker van der Merwe 5 (P) Denny Solomona 5 (P) Josh Beaumont 5 (P) Marland Yarde 5 (P) Robert du Preez 16 (P 4pd dg) Rohan Janse van Rensburg 5 (P) | Madejski Stadium, Reading Widzów: 3622 Sędzia: Craig Maxwell-Keys |

| 27 października 201915:00 | Leicester Tigers                         | 10:24(3:10) | Saracens                                                                          | Welford Road, Leicester Widzów: 18533 Sędzia: Tom Foley |
| 27 października 201915:00 | Adam Thompstone 5 (P) Noel Reid 5 (pd K) | 10:24(3:10) | Alex Lozowski 7 (2pd K) Ben Earl 10 (2P) Manu Vunipola 2 (pd) Nick Tompkins 5 (P) | Welford Road, Leicester Widzów: 18533 Sędzia: Tom Foley |

| 1 listopada 201919:45 | Bristol Bears                             | 16:10(9:0) | Sale Sharks                              | Ashton Gate, Bristol Widzów: 14639 Sędzia: Christophe Ridley |
| 1 listopada 201919:45 | Callum Sheedy 11 (pd 3K) Ioan Lloyd 5 (P) | 16:10(9:0) | AJ MacGinty 5 (pd K) Cameron Neild 5 (P) | Ashton Gate, Bristol Widzów: 14639 Sędzia: Christophe Ridley |
| 1 listopada 201919:45 | Chris Vui                                 | 16:10(9:0) |                                          | Ashton Gate, Bristol Widzów: 14639 Sędzia: Christophe Ridley |

| 1 listopada 201919:45 | Northampton Saints                                                                                  | 40:22(27:8) | Harlequins                                                                       | Franklin’s Gardens, Northampton Widzów: 12791 Sędzia: JP Doyle |
| 1 listopada 201919:45 | James Grayson 15 (3pd dg 2K) Mike Haywood 5 (P) Taqele Naiyaravoro 10 (2P) Teimana Harrison 10 (2P) | 40:22(27:8) | Brett Herron 4 (2pd) Cadan Murley 10 (2P) Chris Robshaw 5 (P) Marcus Smith 3 (K) | Franklin’s Gardens, Northampton Widzów: 12791 Sędzia: JP Doyle |
| 1 listopada 201919:45 | Alex Coles                                                                                          | 40:22(27:8) |                                                                                  | Franklin’s Gardens, Northampton Widzów: 12791 Sędzia: JP Doyle |

| 2 listopada 201915:00 | Leicester Tigers                        | 16:13(10:6) | Gloucester                                    | Welford Road, Leicester Widzów: 17559 Sędzia: Ian Tempest |
| 2 listopada 201915:00 | Noel Reid 5 (P) Tom Hardwick 11 (pd 3K) | 16:13(10:6) | Billy Twelvetrees 8 (pd 2K) Joe Simpson 5 (P) | Welford Road, Leicester Widzów: 17559 Sędzia: Ian Tempest |
| 2 listopada 201915:00 | Ed Slater                               | 16:13(10:6) |                                               | Welford Road, Leicester Widzów: 17559 Sędzia: Ian Tempest |

| 2 listopada 201915:00 | Saracens                                                                     | 16:13(8:6) | London Irish                                | Allianz Park, Londyn Widzów: 6293 Sędzia: Adam Leal |
| 2 listopada 201915:00 | Alex Lozowski 3 (K) Ben Earl 5 (P) Manu Vunipola 3 (K) Titi Lamositele 5 (P) | 16:13(8:6) | Albert Tuisue 5 (P) Stephen Myler 8 (pd 2K) | Allianz Park, Londyn Widzów: 6293 Sędzia: Adam Leal |
| 2 listopada 201915:00 | Allan Dell                                                                   | 16:13(8:6) |                                             | Allianz Park, Londyn Widzów: 6293 Sędzia: Adam Leal |

| 2 listopada 201915:00 | London Wasps                                                                     | 30:22(13:9) | Bath                                         | Ricoh Arena, Coventry Widzów: 10322 Sędzia: Anthony Woodthorpe |
| 2 listopada 201915:00 | Brad Shields 5 (P) Dan Robson 5 (P) Lima Sopoaga 15 (3pd 3K) Will Rowlands 5 (P) | 30:22(13:9) | Rhys Priestland 17 (pd 5K) Zach Mercer 5 (P) | Ricoh Arena, Coventry Widzów: 10322 Sędzia: Anthony Woodthorpe |

| 3 listopada 201915:00 | Worcester Warriors                              | 20:24(17:10) | Exeter                                                                           | Sixways Stadium, Worcester Widzów: 8598 Sędzia: Tom Foley |
| 3 listopada 201915:00 | Duncan Weir 10 (2pd 2K) Perry Humphreys 10 (2P) | 20:24(17:10) | Harry Williams 5 (P) Jack Maunder 5 (P) Joe Simmonds 9 (3pd K) Matt Kvesic 5 (P) | Sixways Stadium, Worcester Widzów: 8598 Sędzia: Tom Foley |

| 8 listopada 201919:45 | Sale Sharks                                                         | 28:18(13:10) | London Wasps                                                                     | AJ Bell Stadium, Manchester Widzów: 5951 Sędzia: Tom Foley |
| 8 listopada 201919:45 | AJ MacGinty 6 (2K) Daniel du Preez 5 (P) Robert du Preez 17 (pd 5K) | 28:18(13:10) | Billy Searle 3 (K) Lima Sopoaga 5 (pd K) Sione Vailanu 5 (P) Zach Kibirige 5 (P) | AJ Bell Stadium, Manchester Widzów: 5951 Sędzia: Tom Foley |
| 8 listopada 201919:45 | Simon Hammersley · Walerij Morozow                                  | 28:18(13:10) | Paolo Odogwu                                                                     | AJ Bell Stadium, Manchester Widzów: 5951 Sędzia: Tom Foley |

| 9 listopada 201915:00 | Bath                                                                             | 22:13(10:8) | Northampton Saints                                       | The Recreation Ground, Bath Widzów: 14066 Sędzia: Ian Tempest |
| 9 listopada 201915:00 | Rhys Priestland 7 (2pd K) Will Chudley 5 (P) Will Stuart 5 (P) Zach Mercer 5 (P) | 22:13(10:8) | James Grayson 3 (K) Rory Hutchinson 5 (P) Tom Wood 5 (P) | The Recreation Ground, Bath Widzów: 14066 Sędzia: Ian Tempest |
| 9 listopada 201915:00 | Aled Brew                                                                        | 22:13(10:8) | Ben Franks · Paul Hill                                   | The Recreation Ground, Bath Widzów: 14066 Sędzia: Ian Tempest |

| 9 listopada 201915:00 | Gloucester                                                     | 12:21(5:16) | Saracens                                                    | Kingsholm Stadium, Gloucester Widzów: 13454 Sędzia: Craig Maxwell-Keys |
| 9 listopada 201915:00 | Billy Twelvetrees 2 (pd) Lewis Ludlow 5 (P) Tom Marshall 5 (P) | 12:21(5:16) | Ben Earl 5 (P) Manu Vunipola 11 (pd 3K) Nick Tompkins 5 (P) | Kingsholm Stadium, Gloucester Widzów: 13454 Sędzia: Craig Maxwell-Keys |

| 9 listopada 201915:00 | Harlequins                                                     | 14:19(14:9) | Worcester Warriors                          | Twickenham Stoop, Londyn Widzów: 13461 Sędzia: Matt Carley |
| 9 listopada 201915:00 | Alex Dombrandt 5 (P) James Chisholm 5 (P) Marcus Smith 4 (2pd) | 14:19(14:9) | Jamie Shillcock 5 (P) Jono Lance 14 (pd 4K) | Twickenham Stoop, Londyn Widzów: 13461 Sędzia: Matt Carley |

| 10 listopada 201914:30 | London Irish | 36:11(22:6) | Leicester Tigers                       | Madejski Stadium, Reading Widzów: 5324 Sędzia: JP Doyle |
| 10 listopada 201914:30 | Ben Loader 5 (P) Nick Phipps 2 (pd) Oli Hoskins 5 (P) Ruan Botha 5 (P) Stephen Myler 9 (3pd K) Tom Parton 5 (P) Waisake Naholo 5 (P) | 36:11(22:6) | Jonah Holmes 5 (P) Tom Hardwick 6 (2K) | Madejski Stadium, Reading Widzów: 5324 Sędzia: JP Doyle |
| 10 listopada 201914:30 | Matt Rogerson | 36:11(22:6) |                                        | Madejski Stadium, Reading Widzów: 5324 Sędzia: JP Doyle |

| 10 listopada 201915:00 | Exeter                                                    | 17:20(17:0) | Bristol Bears                                                     | Sandy Park, Exeter Widzów: 11015 Sędzia: Karl Dickson |
| 10 listopada 201915:00 | Joe Simmonds 7 (2pd K) Nic White 5 (P) Sam Simmonds 5 (P) | 17:20(17:0) | Callum Sheedy 10 (2pd 2K) Daniel Thomas 5 (P) Piers O’Conor 5 (P) | Sandy Park, Exeter Widzów: 11015 Sędzia: Karl Dickson |
| 10 listopada 201915:00 | Nic White                                                 | 17:20(17:0) |                                                                   | Sandy Park, Exeter Widzów: 11015 Sędzia: Karl Dickson |

| 29 listopada 201919:45 | Bath                    | 12:25(9:16) | Saracens                                    | The Recreation Ground, Bath Widzów: 14509 Sędzia: Karl Dickson |
| 29 listopada 201919:45 | Rhys Priestland 12 (4K) | 12:25(9:16) | Owen Farrell 20 (pd 6K) Sean Maitland 5 (P) | The Recreation Ground, Bath Widzów: 14509 Sędzia: Karl Dickson |
| 29 listopada 201919:45 | Maro Itoje              | 12:25(9:16) |                                             | The Recreation Ground, Bath Widzów: 14509 Sędzia: Karl Dickson |

| 30 listopada 201915:00 | Exeter | 38:3(10:3) | London Wasps      | Sandy Park, Exeter Widzów: 13320 Sędzia: Ian Tempest |
| 30 listopada 201915:00 | Alec Hepburn 5 (P) Ben Moon 5 (P) Gareth Steenson 11 (4pd K) Luke Cowan-Dickie 5 (P) Tom O’Flaherty 5 (P) karne przyłożenie – 7 | 38:3(10:3) | Jacob Umaga 3 (K) | Sandy Park, Exeter Widzów: 13320 Sędzia: Ian Tempest |
| 30 listopada 201915:00 | Kieran Brookes | 38:3(10:3) |                   | Sandy Park, Exeter Widzów: 13320 Sędzia: Ian Tempest |

| 30 listopada 201915:00 | Northampton Saints                                                                                           | 36:13(24:10) | Leicester Tigers                         | Franklin’s Gardens, Northampton Widzów: 15200 Sędzia: Matt Carley |
| 30 listopada 201915:00 | Api Ratuniyarawa 5 (P) Fraser Dingwall 5 (P) James Grayson 11 (4pd K) Matt Proctor 10 (2P) Tom Collins 5 (P) | 36:13(24:10) | George Ford 8 (pd 2K) Guy Thompson 5 (P) | Franklin’s Gardens, Northampton Widzów: 15200 Sędzia: Matt Carley |
| 30 listopada 201915:00 | Alex Moon | 36:13(24:10) |                                          | Franklin’s Gardens, Northampton Widzów: 15200 Sędzia: Matt Carley |

| 30 listopada 201915:00 | Worcester Warriors                                              | 20:13(3:10) | Sale Sharks                                             | Sixways Stadium, Worcester Widzów: 8409 Sędzia: Luke Pearce |
| 30 listopada 201915:00 | Ashley Beck 5 (P) Duncan Weir 10 (2pd 2K) Perry Humphreys 5 (P) | 20:13(3:10) | AJ MacGinty 3 (K) Chris Ashton 5 (P) Faf de Klerk 5 (P) | Sixways Stadium, Worcester Widzów: 8409 Sędzia: Luke Pearce |
| 30 listopada 201915:00 | Simon Hammersley · Jean-Luc du Preez                            | 20:13(3:10) |                                                         | Sixways Stadium, Worcester Widzów: 8409 Sędzia: Luke Pearce |

| 1 grudnia 201915:00 | Bristol Bears | 27:27(3:7) | London Irish                                                                     | Ashton Gate, Bristol Widzów: 15033 Sędzia: Wayne Barnes |
| 1 grudnia 201915:00 | Callum Sheedy 5 (pd K) Charles Piutau 5 (P) Ed Holmes 5 (P) Harry Thacker 5 (P) Ioan Lloyd 2 (pd) Nathan Hughes 5 (P) | 27:27(3:7) | Ben Meehan 5 (P) Stephen Myler 12 (3pd 2K) Tom Parton 5 (P) Waisake Naholo 5 (P) | Ashton Gate, Bristol Widzów: 15033 Sędzia: Wayne Barnes |
| 1 grudnia 201915:00 | John Afoa | 27:27(3:7) | Oli Hoskins                                                                      | Ashton Gate, Bristol Widzów: 15033 Sędzia: Wayne Barnes |

| 1 grudnia 201915:00 | Harlequins                                                        | 23:19(10:12) | Gloucester                                                    | Twickenham Stoop, Londyn Widzów: 13528 Sędzia: Craig Maxwell-Keys |
| 1 grudnia 201915:00 | Alex Dombrandt 5 (P) Marcus Smith 13 (2pd 3K) Ross Chisholm 5 (P) | 23:19(10:12) | Ben Morgan 5 (P) Danny Cipriani 4 (2pd) Ollie Thorley 10 (2P) | Twickenham Stoop, Londyn Widzów: 13528 Sędzia: Craig Maxwell-Keys |

| 20 grudnia 201919:45 | Gloucester                                                                                                   | 36:3(3:3) | Worcester Warriors | Kingsholm Stadium, Gloucester Widzów: 13787 Sędzia: Christophe Ridley |
| 20 grudnia 201919:45 | Ben Morgan 5 (P) Chris Harris 5 (P) Danny Cipriani 11 (4pd K) Louis Rees-Zammit 10 (2P) Ruan Ackermann 5 (P) | 36:3(3:3) | Duncan Weir 3 (K)  | Kingsholm Stadium, Gloucester Widzów: 13787 Sędzia: Christophe Ridley |
| 20 grudnia 201919:45 | Ryan Mills                                                                                                   | 36:3(3:3) |                    | Kingsholm Stadium, Gloucester Widzów: 13787 Sędzia: Christophe Ridley |

| 21 grudnia 201915:00 | Leicester Tigers                                            | 22:31(22:14) | Exeter                                                                              | Welford Road, Leicester Widzów: 21219 Sędzia: Luke Pearce |
| 21 grudnia 201915:00 | George Ford 7 (2pd K) Jonny May 10 (2P) Jordan Taufua 5 (P) | 22:31(22:14) | Don Armand 10 (2P) Gareth Steenson 11 (4pd K) Jannes Kirsten 5 (P) Jonny Hill 5 (P) | Welford Road, Leicester Widzów: 21219 Sędzia: Luke Pearce |

| 21 grudnia 201915:00 | Sale Sharks                                                                                           | 22:10(10:10) | Northampton Saints                     | AJ Bell Stadium, Manchester Widzów: 8120 Sędzia: JP Doyle |
| 21 grudnia 201915:00 | Akker van der Merwe 5 (P) Chris Ashton 5 (P) Robert du Preez 7 (2pd K) Rohan Janse van Rensburg 5 (P) | 22:10(10:10) | Dan Biggar 5 (pd K) Lewis Ludlam 5 (P) | AJ Bell Stadium, Manchester Widzów: 8120 Sędzia: JP Doyle |

| 21 grudnia 201915:00 | Saracens | 47:13(14:13) | Bristol Bears                              | Allianz Park, Londyn Widzów: 8250 Sędzia: Tom Foley |
| 21 grudnia 201915:00 | Ben Earl 5 (P) Brad Barritt 5 (P) Elliot Daly 2 (pd) Mako Vunipola 5 (P) Max Malins 10 (2P) Nick Tompkins 10 (2P) Owen Farrell 10 (5pd) | 47:13(14:13) | Callum Sheedy 8 (pd 2K) Luke Morahan 5 (P) | Allianz Park, Londyn Widzów: 8250 Sędzia: Tom Foley |
| 21 grudnia 201915:00 | Harry Thacker | 47:13(14:13) |                                            | Allianz Park, Londyn Widzów: 8250 Sędzia: Tom Foley |

| 21 grudnia 201915:00 | London Wasps                                                                   | 22:28(17:14) | Harlequins                                                                       | Ricoh Arena, Coventry Widzów: 24842 Sędzia: Wayne Barnes |
| 21 grudnia 201915:00 | Jack Willis 5 (P) Jacob Umaga 7 (2pd K) Thomas Young 5 (P) Zach Kibirige 5 (P) | 22:28(17:14) | Elia Elia 5 (P) James Chisholm 5 (P) Kyle Sinckler 5 (P) Marcus Smith 13 (P 4pd) | Ricoh Arena, Coventry Widzów: 24842 Sędzia: Wayne Barnes |
| 21 grudnia 201915:00 | Joe Marler                                                                     | 22:28(17:14) |                                                                                  | Ricoh Arena, Coventry Widzów: 24842 Sędzia: Wayne Barnes |

| 22 grudnia 201915:00 | London Irish                              | 10:38(3:31) | Bath | Madejski Stadium, Reading Widzów: 9259 Sędzia: Karl Dickson |
| 22 grudnia 201915:00 | Adam Coleman 5 (P) Stephen Myler 5 (pd K) | 10:38(3:31) | Anthony Watson 5 (P) Beno Obano 5 (P) Rhys Priestland 6 (3pd) Semesa Rokoduguni 5 (P) Tom Homer 5 (P) Will Chudley 5 (P) karne przyłożenie – 7 | Madejski Stadium, Reading Widzów: 9259 Sędzia: Karl Dickson |
| 22 grudnia 201915:00 | Albert Tuisue                             | 10:38(3:31) | Christian Judge | Madejski Stadium, Reading Widzów: 9259 Sędzia: Karl Dickson |

| 27 grudnia 201919:45 | Bristol Bears                                                     | 21:26(3:0) | London Wasps                                                                        | Ashton Gate, Bristol Widzów: 23078 Sędzia: Luke Pearce |
| 27 grudnia 201919:45 | Callum Sheedy 11 (pd 3K) Charles Piutau 5 (P) Harry Thacker 5 (P) | 21:26(3:0) | Jacob Umaga 11 (P 3pd) Malakai Fekitoa 5 (P) Matteo Minozzi 5 (P) Nizaam Carr 5 (P) | Ashton Gate, Bristol Widzów: 23078 Sędzia: Luke Pearce |

| 28 grudnia 201914:00 | Northampton Saints                                                                      | 33:26(13:7) | Gloucester                                                          | Franklin’s Gardens, Northampton Widzów: 15200 Sędzia: Karl Dickson |
| 28 grudnia 201914:00 | Cobus Reinach 10 (2P) Dan Biggar 8 (pd 2K) Mike Haywood 5 (P) Piers Francis 10 (2pd 2K) | 33:26(13:7) | Chris Harris 5 (P) Danny Cipriani 6 (3pd) Louis Rees-Zammit 15 (3P) | Franklin’s Gardens, Northampton Widzów: 15200 Sędzia: Karl Dickson |
| 28 grudnia 201914:00 | Josh Hohneck                                                                            | 33:26(13:7) |                                                                     | Franklin’s Gardens, Northampton Widzów: 15200 Sędzia: Karl Dickson |

| 28 grudnia 201915:00 | Bath                                             | 16:14(6:0) | Sale Sharks                                                            | The Recreation Ground, Bath Widzów: 14509 Sędzia: Craig Maxwell-Keys |
| 28 grudnia 201915:00 | Jonathan Joseph 5 (P) Rhys Priestland 11 (pd 3K) | 16:14(6:0) | Akker van der Merwe 5 (P) Byron McGuigan 5 (P) Robert du Preez 4 (2pd) | The Recreation Ground, Bath Widzów: 14509 Sędzia: Craig Maxwell-Keys |

| 28 grudnia 201915:00 | Worcester Warriors                           | 20:6(13:3) | London Irish             | Sixways Stadium, Worcester Widzów: 11499 Sędzia: Ian Tempest |
| 28 grudnia 201915:00 | Duncan Weir 13 (P pd 2K) Jono Lance 7 (P pd) | 20:6(13:3) | Stephen Myler 6 (2K)     | Sixways Stadium, Worcester Widzów: 11499 Sędzia: Ian Tempest |
| 28 grudnia 201915:00 | Chris Pennell                                | 20:6(13:3) | Allan Dell · Motu Matu’u | Sixways Stadium, Worcester Widzów: 11499 Sędzia: Ian Tempest |

| 28 grudnia 201916:30 | Harlequins                                                       | 30:30(13:6) | Leicester Tigers                                                                    | Twickenham Stadium, Londyn Widzów: 75500 Sędzia: Matt Carley |
| 28 grudnia 201916:30 | Chris Robshaw 5 (P) Marcus Smith 20 (P 3pd 3K) Paul Lasike 5 (P) | 30:30(13:6) | George Ford 15 (3pd 3K) Jordan Taufua 5 (P) Kyle Eastmond 5 (P) Telusa Veainu 5 (P) | Twickenham Stadium, Londyn Widzów: 75500 Sędzia: Matt Carley |
| 28 grudnia 201916:30 | Will Collier                                                     | 30:30(13:6) |                                                                                     | Twickenham Stadium, Londyn Widzów: 75500 Sędzia: Matt Carley |

| 29 grudnia 201915:00 | Exeter                                                       | 14:7(7:0) | Saracens              | Sandy Park, Exeter Widzów: 13593 Sędzia: Wayne Barnes |
| 29 grudnia 201915:00 | Jacques Vermeulen 5 (P) Joe Simmonds 4 (2pd) Nic White 5 (P) | 14:7(7:0) | karne przyłożenie – 7 | Sandy Park, Exeter Widzów: 13593 Sędzia: Wayne Barnes |
| 29 grudnia 201915:00 | Dave Ewers · Harry Williams · Harry Williams                 | 14:7(7:0) |                       | Sandy Park, Exeter Widzów: 13593 Sędzia: Wayne Barnes |

| 3 stycznia 202019:45 | Sale Sharks | 48:10(24:10) | Harlequins                                  | AJ Bell Stadium, Manchester Widzów: 8579 Sędzia: Ian Tempest |
| 3 stycznia 202019:45 | AJ MacGinty 4 (2pd) Akker van der Merwe 5 (P) Chris Ashton 5 (P) Luke James 5 (P) Rob Webber 5 (P) Robert du Preez 14 (4pd 2K) Rohan Janse van Rensburg 5 (P) Sam James 5 (P) | 48:10(24:10) | Gabriel Ibitoye 5 (P) Marcus Smith 5 (pd K) | AJ Bell Stadium, Manchester Widzów: 8579 Sędzia: Ian Tempest |
| 3 stycznia 202019:45 | Marland Yarde | 48:10(24:10) | Joe Marler · Matt Symons                    | AJ Bell Stadium, Manchester Widzów: 8579 Sędzia: Ian Tempest |

| 4 stycznia 202013:00 | Leicester Tigers                                             | 31:18(21:6) | Bristol Bears                                                   | Welford Road, Leicester Widzów: 19807 Sędzia: JP Doyle |
| 4 stycznia 202013:00 | Ellis Genge 5 (P) George Ford 16 (P 4pd K) Jonny May 10 (2P) | 31:18(21:6) | Callum Sheedy 8 (pd 2K) Daniel Thomas 5 (P) Piers O’Conor 5 (P) | Welford Road, Leicester Widzów: 19807 Sędzia: JP Doyle |
| 4 stycznia 202013:00 | Alapati Leiua · Jordan Lay                                   | 31:18(21:6) |                                                                 | Welford Road, Leicester Widzów: 19807 Sędzia: JP Doyle |

| 4 stycznia 202015:00 | Gloucester | 29:15(7:9) | Bath                    | Kingsholm Stadium, Gloucester Widzów: 16000 Sędzia: Tom Foley |
| 4 stycznia 202015:00 | Billy Twelvetrees 7 (2pd K) Danny Cipriani 2 (pd) Freddie Clarke 5 (P) Gerbrandt Grobler 5 (P) Jason Woodward 5 (P) Ruan Ackermann 5 (P) | 29:15(7:9) | Rhys Priestland 15 (5K) | Kingsholm Stadium, Gloucester Widzów: 16000 Sędzia: Tom Foley |

| 4 stycznia 202015:00 | Saracens | 62:5(31:0) | Worcester Warriors | Allianz Park, Londyn Widzów: 8250 Sędzia: Craig Maxwell-Keys |
| 4 stycznia 202015:00 | Ben Earl 5 (P) Brad Barritt 5 (P) Duncan Taylor 5 (P) Elliot Daly 5 (P) Jackson Wray 5 (P) Mako Vunipola 5 (P) Maro Itoje 5 (P) Owen Farrell 12 (6pd) Richard Barrington 5 (P) Rotimi Segun 10 (2P) | 62:5(31:0) | Ed Fidow 5 (P)     | Allianz Park, Londyn Widzów: 8250 Sędzia: Craig Maxwell-Keys |
| 4 stycznia 202015:00 | Anton Bresler | 62:5(31:0) |                    | Allianz Park, Londyn Widzów: 8250 Sędzia: Craig Maxwell-Keys |

| 5 stycznia 202014:30 | London Irish | 28:45(7:28) | Exeter | Madejski Stadium, Reading Widzów: 6412 Sędzia: Christophe Ridley |
| 5 stycznia 202014:30 | Albert Tuisue 5 (P) Belgium Tuatagaloa 5 (P) Ollie Hassell-Collins 5 (P) Stephen Myler 8 (4pd) Steve Mafi 5 (P) | 28:45(7:28) | Dave Dennis 5 (P) Gareth Steenson 15 (6pd K) Luke Cowan-Dickie 5 (P) Ollie Devoto 5 (P) Sam Hill 10 (2P) Stu Townsend 5 (P) | Madejski Stadium, Reading Widzów: 6412 Sędzia: Christophe Ridley |
| 5 stycznia 202014:30 | Ollie Devoto · Olly Woodburn                                                                                    | 28:45(7:28) | | Madejski Stadium, Reading Widzów: 6412 Sędzia: Christophe Ridley |

| 5 stycznia 202015:00 | London Wasps                                                                                              | 31:35(10:14) | Northampton Saints                                                                                       | Ricoh Arena, Coventry Widzów: 12715 Sędzia: Matt Carley |
| 5 stycznia 202015:00 | Jacob Umaga 9 (3pd K) Jimmy Gopperth 5 (P) Marcus Watson 5 (P) Matteo Minozzi 5 (P) karne przyłożenie – 7 | 31:35(10:14) | Cobus Reinach 10 (2P) Dan Biggar 10 (5pd) Taqele Naiyaravoro 5 (P) Teimana Harrison 5 (P) Tom Wood 5 (P) | Ricoh Arena, Coventry Widzów: 12715 Sędzia: Matt Carley |
| 5 stycznia 202015:00 | Cobus Reinach · Tom Collins                                                                               | 31:35(10:14) | | Ricoh Arena, Coventry Widzów: 12715 Sędzia: Matt Carley |

| 24 stycznia 202019:45 | Northampton Saints                           | 16:20(13:8) | London Irish                                                                                     | Franklin’s Gardens, Northampton Widzów: 13793 Sędzia: Tom Foley |
| 24 stycznia 202019:45 | Cobus Reinach 5 (P) James Grayson 11 (pd 3K) | 16:20(13:8) | Dave Porecki 5 (P) Franco van der Merwe 5 (P) Ollie Hassell-Collins 5 (P) Stephen Myler 5 (pd K) | Franklin’s Gardens, Northampton Widzów: 13793 Sędzia: Tom Foley |
| 24 stycznia 202019:45 | Api Ratuniyarawa                             | 16:20(13:8) | Ben Meehan · Nick Phipps                                                                         | Franklin’s Gardens, Northampton Widzów: 13793 Sędzia: Tom Foley |

| 25 stycznia 202015:00 | Bath                                    | 13:10(5:3) | Leicester Tigers                      | The Recreation Ground, Bath Widzów: 14029 Sędzia: Wayne Barnes |
| 25 stycznia 202015:00 | Rhys Priestland 3 (K) Tom Homer 10 (2P) | 13:10(5:3) | Ben White 5 (P) Tom Hardwick 5 (pd K) | The Recreation Ground, Bath Widzów: 14029 Sędzia: Wayne Barnes |
| 25 stycznia 202015:00 | Josh Bayliss                            | 13:10(5:3) |                                       | The Recreation Ground, Bath Widzów: 14029 Sędzia: Wayne Barnes |

| 25 stycznia 202015:00 | Bristol Bears                                                                       | 34:16(15:9) | Gloucester                                                         | Ashton Gate, Bristol Widzów: 18779 Sędzia: Karl Dickson |
| 25 stycznia 202015:00 | Callum Sheedy 19 (2pd 5K) Henry Purdy 5 (P) Luke Morahan 5 (P) Matt Protheroe 5 (P) | 34:16(15:9) | Billy Twelvetrees 2 (pd) Freddie Clarke 5 (P) Owen Williams 9 (3K) | Ashton Gate, Bristol Widzów: 18779 Sędzia: Karl Dickson |
| 25 stycznia 202015:00 | Henry Purdy                                                                         | 34:16(15:9) |                                                                    | Ashton Gate, Bristol Widzów: 18779 Sędzia: Karl Dickson |

| 25 stycznia 202015:00 | Exeter                                                                             | 19:22(5:22) | Sale Sharks                                                                             | Sandy Park, Exeter Widzów: 11965 Sędzia: JP Doyle |
| 25 stycznia 202015:00 | Gareth Steenson 4 (2pd) Phil Dollman 5 (P) Sam Simmonds 5 (P) Tom O’Flaherty 5 (P) | 19:22(5:22) | Byron McGuigan 5 (P) Chris Ashton 5 (P) Daniel du Preez 5 (P) Robert du Preez 7 (2pd K) | Sandy Park, Exeter Widzów: 11965 Sędzia: JP Doyle |
| 25 stycznia 202015:00 | Tom O’Flaherty                                                                     | 19:22(5:22) | Rohan Janse van Rensburg                                                                | Sandy Park, Exeter Widzów: 11965 Sędzia: JP Doyle |

| 25 stycznia 202015:00 | Worcester Warriors                                            | 26:30(13:5) | London Wasps                                                                                         | Sixways Stadium, Worcester Widzów: 8846 Sędzia: Craig Maxwell-Keys |
| 25 stycznia 202015:00 | Duncan Weir 16 (2pd 4K) Marco Mama 5 (P) Ollie Lawrence 5 (P) | 26:30(13:5) | Billy Searle 10 (2pd 2K) Dan Robson 5 (P) Jack Willis 5 (P) Jimmy Gopperth 5 (P) Zach Kibirige 5 (P) | Sixways Stadium, Worcester Widzów: 8846 Sędzia: Craig Maxwell-Keys |

| 26 stycznia 202015:00 | Harlequins | 41:14(19:7) | Saracens                                                       | Twickenham Stoop, Londyn Widzów: 14258 Sędzia: Luke Pearce |
| 26 stycznia 202015:00 | Cadan Murley 10 (2P) Danny Care 5 (P) Gabriel Ibitoye 5 (P) Marcus Smith 11 (4pd K) Martín Landajo 5 (P) Paul Lasike 5 (P) | 41:14(19:7) | Alex Lozowski 5 (P) Dominic Morris 5 (P) Manu Vunipola 4 (2pd) | Twickenham Stoop, Londyn Widzów: 14258 Sędzia: Luke Pearce |

| 14 lutego 202019:45 | Gloucester                                                             | 15:26(3:7) | Exeter                                                                | Kingsholm Stadium, Gloucester Widzów: 13497 Sędzia: Craig Maxwell-Keys |
| 14 lutego 202019:45 | Billy Twelvetrees 5 (pd K) Jake Polledri 5 (P) Louis Rees-Zammit 5 (P) | 15:26(3:7) | Gareth Steenson 16 (2pd 4K) Jacques Vermeulen 5 (P) Stuart Hogg 5 (P) | Kingsholm Stadium, Gloucester Widzów: 13497 Sędzia: Craig Maxwell-Keys |

| 15 lutego 202015:00 | Harlequins                                                    | 15:29(3:17) | London Irish                                                                      | Twickenham Stoop, Londyn Widzów: 14332 Sędzia: JP Doyle |
| 15 lutego 202015:00 | Alex Dombrandt 5 (P) Cadan Murley 5 (P) Marcus Smith 5 (pd K) | 15:29(3:17) | Curtis Rona 10 (2P) Matt Rogerson 5 (P) Oli Hoskins 5 (P) Stephen Myler 9 (3pd K) | Twickenham Stoop, Londyn Widzów: 14332 Sędzia: JP Doyle |

| 15 lutego 202015:00 | Leicester Tigers                                                             | 18:9(3:6) | London Wasps          | Welford Road, Leicester Widzów: 23353 Sędzia: Karl Dickson |
| 15 lutego 202015:00 | Greg Bateman 5 (P) Noel Reid 5 (pd K) Telusa Veainu 5 (P) Tom Hardwick 3 (K) | 18:9(3:6) | Jimmy Gopperth 9 (3K) | Welford Road, Leicester Widzów: 23353 Sędzia: Karl Dickson |
| 15 lutego 202015:00 | Tomás Lavanini                                                               | 18:9(3:6) |                       | Welford Road, Leicester Widzów: 23353 Sędzia: Karl Dickson |

| 15 lutego 202015:00 | Saracens | 36:22(14:10) | Sale Sharks                                                             | Allianz Park, Londyn Widzów: 7500 Sędzia: Wayne Barnes |
| 15 lutego 202015:00 | Alex Lozowski 3 (K) Manu Vunipola 13 (2pd 3K) Nick Isiekwe 5 (P) Rhys Carré 5 (P) Richard Barrington 5 (P) Rotimi Segun 5 (P) | 36:22(14:10) | Byron McGuigan 5 (P) Daniel du Preez 5 (P) Robert du Preez 12 (P 2pd K) | Allianz Park, Londyn Widzów: 7500 Sędzia: Wayne Barnes |

| 15 lutego 202015:00 | Worcester Warriors                                             | 21:22(13:10) | Bath                                                                               | Sixways Stadium, Worcester Widzów: 8064 Sędzia: Christophe Ridley |
| 15 lutego 202015:00 | Cornell Du Preez 5 (P) Duncan Weir 11 (pd 3K) Nick David 5 (P) | 21:22(13:10) | Francois Louw 5 (P) Josh McNally 5 (P) Rhys Priestland 7 (2pd K) Zach Mercer 5 (P) | Sixways Stadium, Worcester Widzów: 8064 Sędzia: Christophe Ridley |
| 15 lutego 202015:00 | Graham Kitchener                                               | 21:22(13:10) |                                                                                    | Sixways Stadium, Worcester Widzów: 8064 Sędzia: Christophe Ridley |

| 16 lutego 202015:00 | Northampton Saints                         | 14:20(11:0) | Bristol Bears                                                                  | Franklin’s Gardens, Northampton Widzów: 12666 Sędzia: Tom Foley |
| 16 lutego 202015:00 | Harry Mallinder 5 (P) James Grayson 9 (3K) | 14:20(11:0) | Callum Sheedy 7 (2pd K) Henry Purdy 5 (P) Ian Madigan 3 (K) Lewis Thiede 5 (P) | Franklin’s Gardens, Northampton Widzów: 12666 Sędzia: Tom Foley |
| 16 lutego 202015:00 | Rory Hutchinson                            | 14:20(11:0) |                                                                                | Franklin’s Gardens, Northampton Widzów: 12666 Sędzia: Tom Foley |

| 21 lutego 202019:45 | Sale Sharks                                                                               | 36:3(19:3) | Leicester Tigers | AJ Bell Stadium, Manchester Widzów: 7208 Sędzia: Ian Tempest |
| 21 lutego 202019:45 | Bryn Evans 5 (P) Coenie Oosthuizen 5 (P) Marland Yarde 15 (3P) Robert du Preez 11 (4pd K) | 36:3(19:3) | Noel Reid 3 (K)  | AJ Bell Stadium, Manchester Widzów: 7208 Sędzia: Ian Tempest |
| 21 lutego 202019:45 | Dan Cole · Noel Reid                                                                      | 36:3(19:3) |                  | AJ Bell Stadium, Manchester Widzów: 7208 Sędzia: Ian Tempest |

| 21 lutego 202019:45 | London Wasps | 60:10(31:5) | Saracens                                 | Ricoh Arena, Coventry Widzów: 11632 Sędzia: Christophe Ridley |
| 21 lutego 202019:45 | Brad Shields 10 (2P) Gabriel Oghre 5 (P) Jack Willis 5 (P) Jacob Umaga 5 (P) Jimmy Gopperth 20 (7pd 2K) Nizaam Carr 5 (P) Zach Kibirige 10 (2P) | 60:10(31:5) | Alex Lewington 5 (P) Ali Crossdale 5 (P) | Ricoh Arena, Coventry Widzów: 11632 Sędzia: Christophe Ridley |
| 21 lutego 202019:45 | Alex Lewington | 60:10(31:5) |                                          | Ricoh Arena, Coventry Widzów: 11632 Sędzia: Christophe Ridley |

| 22 lutego 202015:00 | Bath                                                                   | 19:12(8:5) | Harlequins                                 | The Recreation Ground, Bath Widzów: 14368 Sędzia: Tom Foley |
| 22 lutego 202015:00 | Freddie Burns 6 (2K) Rhys Priestland 3 (K) Ruaridh McConnochie 10 (2P) | 19:12(8:5) | Alex Dombrandt 5 (P) Marcus Smith 7 (P pd) | The Recreation Ground, Bath Widzów: 14368 Sędzia: Tom Foley |
| 22 lutego 202015:00 | Brett Herron                                                           | 19:12(8:5) |                                            | The Recreation Ground, Bath Widzów: 14368 Sędzia: Tom Foley |

| 22 lutego 202015:00 | London Irish                                        | 24:20(10:3) | Gloucester                                                                                   | Madejski Stadium, Reading Widzów: 4932 Sędzia: Luke Pearce |
| 22 lutego 202015:00 | Ollie Hassell-Collins 20 (4P) Stephen Myler 4 (2pd) | 24:20(10:3) | Billy Twelvetrees 5 (pd K) Charlie Chapman 5 (P) Louis Rees-Zammit 5 (P) Ollie Thorley 5 (P) | Madejski Stadium, Reading Widzów: 4932 Sędzia: Luke Pearce |

| 23 lutego 202013:00 | Bristol Bears                              | 13:10(10:0) | Worcester Warriors                                        | Ashton Gate, Bristol Widzów: 12867 Sędzia: JP Doyle |
| 23 lutego 202013:00 | Callum Sheedy 8 (pd 2K) Luke Morahan 5 (P) | 13:10(10:0) | Duncan Weir 2 (pd) Nick David 5 (P) Scott Van Breda 3 (K) | Ashton Gate, Bristol Widzów: 12867 Sędzia: JP Doyle |
| 23 lutego 202013:00 | Andrew Kitchener · Cornell Du Preez        | 13:10(10:0) |                                                           | Ashton Gate, Bristol Widzów: 12867 Sędzia: JP Doyle |

| 23 lutego 202013:00 | Exeter | 57:7(22:0) | Northampton Saints     | Sandy Park, Exeter Widzów: 11528 Sędzia: Jack Makepeace |
| 23 lutego 202013:00 | Ben Moon 5 (P) Elvis Taione 5 (P) Gareth Steenson 4 (2pd) Jannes Kirsten 5 (P) Joe Simmonds 13 (5pd K) Jonny Hill 5 (P) Sam Simmonds 5 (P) Tom Hendrickson 10 (2P) Tom O’Flaherty 5 (P) | 57:7(22:0) | James Grayson 7 (P pd) | Sandy Park, Exeter Widzów: 11528 Sędzia: Jack Makepeace |
| 23 lutego 202013:00 | Tom Collins | 57:7(22:0) |                        | Sandy Park, Exeter Widzów: 11528 Sędzia: Jack Makepeace |

| 28 lutego 202019:45 | Gloucester                                          | 17:23(0:10) | Sale Sharks                                                                     | Kingsholm Stadium, Gloucester Widzów: 13370 Sędzia: Wayne Barnes |
| 28 lutego 202019:45 | Billy Twelvetrees 12 (P 2pd K) Fraser Balmain 5 (P) | 17:23(0:10) | Bryn Evans 5 (P) Luke James 5 (P) Marland Yarde 5 (P) Robert du Preez 8 (pd 2K) | Kingsholm Stadium, Gloucester Widzów: 13370 Sędzia: Wayne Barnes |
| 28 lutego 202019:45 | WillGriff John                                      | 17:23(0:10) |                                                                                 | Kingsholm Stadium, Gloucester Widzów: 13370 Sędzia: Wayne Barnes |

| 29 lutego 202015:00 | Harlequins                                                                               | 34:30(13:13) | Exeter                                         | Twickenham Stoop, Londyn Widzów: 14172 Sędzia: Christophe Ridley |
| 29 lutego 202015:00 | Marcus Smith 17 (P 3pd 2K) Paul Lasike 5 (P) Tevita Cavubati 5 (P) karne przyłożenie – 7 | 34:30(13:13) | Joe Simmonds 25 (2P 3pd 3K) Phil Dollman 5 (P) | Twickenham Stoop, Londyn Widzów: 14172 Sędzia: Christophe Ridley |
| 29 lutego 202015:00 | Nick Auterac                                                                             | 34:30(13:13) | Alec Hepburn · Ollie Devoto                    | Twickenham Stoop, Londyn Widzów: 14172 Sędzia: Christophe Ridley |

| 29 lutego 202015:00 | Leicester Tigers                                | 14:8(8:8) | Worcester Warriors                      | Welford Road, Leicester Widzów: 18268 Sędzia: Adam Leal |
| 29 lutego 202015:00 | Johnny McPhillips 9 (3K) Jordan Olowofela 5 (P) | 14:8(8:8) | Duncan Weir 3 (K) Perry Humphreys 5 (P) | Welford Road, Leicester Widzów: 18268 Sędzia: Adam Leal |

| 29 lutego 202015:00 | Northampton Saints                                                | 21:27(15:8) | Saracens                                                                                           | Franklin’s Gardens, Northampton Widzów: 14978 Sędzia: Matt Carley |
| 29 lutego 202015:00 | Dan Biggar 2 (pd) Fraser Dingwall 5 (P) Harry Mallinder 14 (P 3K) | 21:27(15:8) | Ben Earl 5 (P) Jack Singleton 5 (P) Manu Vunipola 7 (2pd K) Nick Tompkins 5 (P) Rotimi Segun 5 (P) | Franklin’s Gardens, Northampton Widzów: 14978 Sędzia: Matt Carley |
| 29 lutego 202015:00 | Lewis Bean · Taqele Naiyaravoro                                   | 21:27(15:8) | Alex Lewington · Matt Gallagher                                                                    | Franklin’s Gardens, Northampton Widzów: 14978 Sędzia: Matt Carley |

| 1 marca 202014:30 | London Irish                                                                                  | 26:36(14:10) | London Wasps | Madejski Stadium, Reading Widzów: 5447 Sędzia: Tom Foley |
| 1 marca 202014:30 | Ben Loader 5 (P) Ben Meehan 5 (P) Matt Rogerson 5 (P) Motu Matu’u 5 (P) Stephen Myler 6 (3pd) | 26:36(14:10) | Ben Harris 5 (P) Biyi Alo 5 (P) Dan Robson 5 (P) Jacob Umaga 5 (P) Jimmy Gopperth 11 (4pd K) Marcus Watson 5 (P) | Madejski Stadium, Reading Widzów: 5447 Sędzia: Tom Foley |

| 1 marca 202015:00 | Bath                                         | 13:19(6:12) | Bristol Bears                                                                 | The Recreation Ground, Bath Widzów: 13976 Sędzia: Ian Tempest |
| 1 marca 202015:00 | Rhys Priestland 8 (pd 2K) Will Chudley 5 (P) | 13:19(6:12) | Alapati Leiua 5 (P) Callum Sheedy 4 (2pd) Chris Vui 5 (P) Harry Randall 5 (P) | The Recreation Ground, Bath Widzów: 13976 Sędzia: Ian Tempest |
| 1 marca 202015:00 | Joe Joyce                                    | 13:19(6:12) |                                                                               | The Recreation Ground, Bath Widzów: 13976 Sędzia: Ian Tempest |

| 6 marca 202019:45 | Worcester Warriors                       | 10:16(3:13) | Northampton Saints                          | Sixways Stadium, Worcester Widzów: 7297 Sędzia: Andrew Jackson |
| 6 marca 202019:45 | Jono Lance 5 (pd K) Ollie Lawrence 5 (P) | 10:16(3:13) | James Grayson 11 (pd 3K) Mike Haywood 5 (P) | Sixways Stadium, Worcester Widzów: 7297 Sędzia: Andrew Jackson |
| 6 marca 202019:45 | Ryan Mills                               | 10:16(3:13) | Samuel Matavesi · Tom Collins               | Sixways Stadium, Worcester Widzów: 7297 Sędzia: Andrew Jackson |

| 6 marca 202020:00 | Sale Sharks | 39:0(12:0) | London Irish | AJ Bell Stadium, Manchester Widzów: 7041 Sędzia: Anthony Woodthorpe |
| 6 marca 202020:00 | Byron McGuigan 5 (P) Denny Solomona 5 (P) Luke James 5 (P) Rob Webber 5 (P) Robert du Preez 9 (3pd K) Sam James 10 (2P) | 39:0(12:0) |              | AJ Bell Stadium, Manchester Widzów: 7041 Sędzia: Anthony Woodthorpe |
| 6 marca 202020:00 | Harry Elrington | 39:0(12:0) |              | AJ Bell Stadium, Manchester Widzów: 7041 Sędzia: Anthony Woodthorpe |

| 7 marca 202013:00 | Saracens                                                            | 24:13(7:6) | Leicester Tigers                       | Allianz Park, Londyn Widzów: 5500 Sędzia: JP Doyle |
| 7 marca 202013:00 | Alex Lewington 10 (2P) Dominic Morris 5 (P) Manu Vunipola 9 (3pd K) | 24:13(7:6) | Ben White 5 (P) Tom Hardwick 8 (pd 2K) | Allianz Park, Londyn Widzów: 5500 Sędzia: JP Doyle |
| 7 marca 202013:00 | Telusa Veainu                                                       | 24:13(7:6) |                                        | Allianz Park, Londyn Widzów: 5500 Sędzia: JP Doyle |

| 7 marca 202014:30 | Exeter | 57:20(29:3) | Bath | Sandy Park, Exeter Widzów: 13571 Sędzia: Luke Pearce |
| 7 marca 202014:30 | Elvis Taione 5 (P) Gareth Steenson 4 (2pd) Jack Maunder 5 (P) Jannes Kirsten 5 (P) Joe Simmonds 13 (5pd K) Olly Woodburn 10 (2P) Sam Simmonds 10 (2P) Tom O’Flaherty 5 (P) | 57:20(29:3) | Freddie Burns 2 (pd) Max Wright 5 (P) Rhys Priestland 3 (K) Ruaridh McConnochie 5 (P) Zach Mercer 5 (P) | Sandy Park, Exeter Widzów: 13571 Sędzia: Luke Pearce |
| 7 marca 202014:30 | Josh McNally | 57:20(29:3) | | Sandy Park, Exeter Widzów: 13571 Sędzia: Luke Pearce |

| 7 marca 202014:30 | London Wasps | 39:22(29:10) | Gloucester                                                                          | Ricoh Arena, Coventry Widzów: 9503 Sędzia: Ian Tempest |
| 7 marca 202014:30 | Dan Robson 3 (dg) Jack Willis 5 (P) Jacob Umaga 5 (P) Jimmy Gopperth 11 (4pd K) Josh Bassett 5 (P) Malakai Fekitoa 5 (P) Nizaam Carr 5 (P) | 39:22(29:10) | Billy Twelvetrees 7 (P pd) Lloyd Evans 5 (P) Ollie Thorley 5 (P) Tom Marshall 5 (P) | Ricoh Arena, Coventry Widzów: 9503 Sędzia: Ian Tempest |
| 7 marca 202014:30 | Malakai Fekitoa | 39:22(29:10) | Tom Marshall                                                                        | Ricoh Arena, Coventry Widzów: 9503 Sędzia: Ian Tempest |

| 8 marca 202013:00 | Bristol Bears                                                  | 28:15(25:8) | Harlequins                                                                      | Ashton Gate, Bristol Widzów: 14618 Sędzia: Craig Maxwell-Keys |
| 8 marca 202013:00 | Callum Sheedy 13 (2pd 3K) Chris Vui 5 (P) Luke Morahan 10 (2P) | 28:15(25:8) | Aaron Morris 5 (P) Brett Herron 3 (K) Gabriel Ibitoye 5 (P) Marcus Smith 2 (pd) | Ashton Gate, Bristol Widzów: 14618 Sędzia: Craig Maxwell-Keys |
| 8 marca 202013:00 | Henry Purdy                                                    | 28:15(25:8) |                                                                                 | Ashton Gate, Bristol Widzów: 14618 Sędzia: Craig Maxwell-Keys |

| 14 sierpnia 202019:45 | Harlequins                                  | 16:10(9:0) | Sale Sharks                                                   | Twickenham Stoop, Londyn Widzów: 0 Sędzia: Luke Pearce |
| 14 sierpnia 202019:45 | Marcus Smith 11 (pd 3K) Scott Baldwin 5 (P) | 16:10(9:0) | AJ MacGinty 3 (K) Byron McGuigan 5 (P) Robert du Preez 2 (pd) | Twickenham Stoop, Londyn Widzów: 0 Sędzia: Luke Pearce |
| 14 sierpnia 202019:45 | Simon Hammersley                            | 16:10(9:0) |                                                               | Twickenham Stoop, Londyn Widzów: 0 Sędzia: Luke Pearce |

| 15 sierpnia 202012:30 | Worcester Warriors                                                         | 15:44(8:15) | Gloucester | Sixways Stadium, Worcester Widzów: 0 Sędzia: Christophe Ridley |
| 15 sierpnia 202012:30 | Billy Searle 3 (K) Duncan Weir 2 (pd) Scott Van Breda 5 (P) Ted Hill 5 (P) | 15:44(8:15) | Billy Twelvetrees 14 (4pd 2K) Jack Singleton 5 (P) Jason Woodward 5 (P) Louis Rees-Zammit 5 (P) Ollie Thorley 10 (2P) Stephen Varney 5 (P) | Sixways Stadium, Worcester Widzów: 0 Sędzia: Christophe Ridley |
| 15 sierpnia 202012:30 | Melani Nanai                                                               | 15:44(8:15) | | Sixways Stadium, Worcester Widzów: 0 Sędzia: Christophe Ridley |

| 15 sierpnia 202014:00 | Exeter                                                                                                | 26:13(12:6) | Leicester Tigers                           | Sandy Park, Exeter Widzów: 0 Sędzia: Tom Foley |
| 15 sierpnia 202014:00 | Dave Ewers 5 (P) Joe Simmonds 4 (2pd) Luke Cowan-Dickie 5 (P) Stuart Hogg 5 (P) karne przyłożenie – 7 | 26:13(12:6) | George Ford 6 (dg K) karne przyłożenie – 7 | Sandy Park, Exeter Widzów: 0 Sędzia: Tom Foley |
| 15 sierpnia 202014:00 | Jonny Hill                                                                                            | 26:13(12:6) | Jordan Taufua                              | Sandy Park, Exeter Widzów: 0 Sędzia: Tom Foley |

| 15 sierpnia 202015:00 | Bath                                                                                                 | 34:17(17:7) | London Irish                                                 | The Recreation Ground, Bath Widzów: 0 Sędzia: Craig Maxwell-Keys |
| 15 sierpnia 202015:00 | Ben Spencer 5 (P) Jack Walker 5 (P) Jonathan Joseph 5 (P) Rhys Priestland 9 (3pd K) Tom Dunn 10 (2P) | 34:17(17:7) | Curtis Rona 5 (P) Matt Cornish 5 (P) Paddy Jackson 7 (2pd K) | The Recreation Ground, Bath Widzów: 0 Sędzia: Craig Maxwell-Keys |

| 15 sierpnia 202016:30 | Bristol Bears                              | 16:12(6:6) | Saracens           | Ashton Gate, Bristol Widzów: 0 Sędzia: Matt Carley |
| 15 sierpnia 202016:30 | Callum Sheedy 9 (3K) karne przyłożenie – 7 | 16:12(6:6) | Alex Goode 12 (4K) | Ashton Gate, Bristol Widzów: 0 Sędzia: Matt Carley |
| 15 sierpnia 202016:30 | Max Lahiff                                 | 16:12(6:6) | Jamie George       | Ashton Gate, Bristol Widzów: 0 Sędzia: Matt Carley |

| 16 sierpnia 202015:00 | Northampton Saints                                            | 21:34(6:14) | London Wasps                                                                                          | Franklin’s Gardens, Northampton Widzów: 0 Sędzia: Karl Dickson |
| 16 sierpnia 202015:00 | Alex Mitchell 5 (P) Dan Biggar 11 (pd 3K) David Ribbans 5 (P) | 21:34(6:14) | Ben Harris 5 (P) Jack Willis 5 (P) Jimmy Gopperth 6 (3pd) Josh Bassett 10 (2P) Lima Sopoaga 8 (pd 2K) | Franklin’s Gardens, Northampton Widzów: 0 Sędzia: Karl Dickson |
| 16 sierpnia 202015:00 | Lima Sopoaga · Malakai Fekitoa                                | 21:34(6:14) | | Franklin’s Gardens, Northampton Widzów: 0 Sędzia: Karl Dickson |

| 21 sierpnia 202018:00 | Sale Sharks                                                       | 22:32(14:10) | Exeter | AJ Bell Stadium, Manchester Widzów: 0 Sędzia: Tom Foley |
| 21 sierpnia 202018:00 | Denny Solomona 5 (P) Robert du Preez 12 (P 2pd K) Tom Curry 5 (P) | 22:32(14:10) | Jacques Vermeulen 5 (P) Joe Simmonds 12 (3pd 2K) Luke Cowan-Dickie 5 (P) Sam Simmonds 5 (P) Stuart Hogg 5 (P) | AJ Bell Stadium, Manchester Widzów: 0 Sędzia: Tom Foley |
| 21 sierpnia 202018:00 | Tom Curry                                                         | 22:32(14:10) | | AJ Bell Stadium, Manchester Widzów: 0 Sędzia: Tom Foley |

| 21 sierpnia 202019:45 | Gloucester | 24:33(14:26) | Bristol Bears                                                                                                   | Kingsholm Stadium, Gloucester Widzów: 0 Sędzia: Luke Pearce |
| 21 sierpnia 202019:45 | Billy Twelvetrees 7 (2pd K) Chris Harris 5 (P) Danny Cipriani 2 (pd) Fraser Balmain 5 (P) Stephen Varney 5 (P) | 24:33(14:26) | Ben Earl 5 (P) Callum Sheedy 8 (4pd) Harry Thacker 5 (P) Henry Purdy 5 (P) Max Malins 5 (P) Semi Radradra 5 (P) | Kingsholm Stadium, Gloucester Widzów: 0 Sędzia: Luke Pearce |

| 21 sierpnia 202019:45 | London Wasps                                                                                        | 32:17(13:17) | Worcester Warriors                                        | Ricoh Arena, Coventry Widzów: 0 Sędzia: Craig Maxwell-Keys |
| 21 sierpnia 202019:45 | Alfie Barbeary 5 (P) Ben Vellacott 5 (P) Gabriel Oghre 5 (P) Rob Miller 12 (3pd 2K) Tom Cruse 5 (P) | 32:17(13:17) | Beck Cutting 5 (P) Duncan Weir 7 (2pd K) Nick David 5 (P) | Ricoh Arena, Coventry Widzów: 0 Sędzia: Craig Maxwell-Keys |

| 22 sierpnia 202012:30 | Saracens                                                                                             | 38:24(22:3) | Harlequins                                                     | Allianz Park, Londyn Widzów: 0 Sędzia: Christophe Ridley |
| 22 sierpnia 202012:30 | Aled Davies 5 (P) Alex Lewington 5 (P) Maro Itoje 5 (P) Owen Farrell 18 (3pd 4K) Sean Maitland 5 (P) | 38:24(22:3) | Marcus Smith 9 (3pd dg) Paul Lasike 10 (2P) Scott Steele 5 (P) | Allianz Park, Londyn Widzów: 0 Sędzia: Christophe Ridley |

| 22 sierpnia 202014:00 | London Irish                          | 3:27(3:3) | Northampton Saints                                                               | Twickenham Stoop, Londyn Widzów: 0 Sędzia: Ian Tempest |
| 22 sierpnia 202014:00 | Paddy Jackson 3 (K)                   | 3:27(3:3) | Ahsee Tuala 5 (P) James Grayson 3 (K) Tom Collins 5 (P) 2 karne przyłożenia – 14 | Twickenham Stoop, Londyn Widzów: 0 Sędzia: Ian Tempest |
| 22 sierpnia 202014:00 | Sekope Kepu · William Goodrick-Clarke | 3:27(3:3) |                                                                                  | Twickenham Stoop, Londyn Widzów: 0 Sędzia: Ian Tempest |

| 22 sierpnia 202016:30 | Leicester Tigers                                                | 16:38(6:26) | Bath | Welford Road, Leicester Widzów: 0 Sędzia: Karl Dickson |
| 22 sierpnia 202016:30 | Charlie Clare 5 (P) Johnny McPhillips 6 (2K) Luke Wallace 5 (P) | 16:38(6:26) | Ben Spencer 2 (pd) Beno Obano 5 (P) Lewis Boyce 5 (P) Rhys Priestland 6 (3pd) Ruaridh McConnochie 5 (P) Tom de Glanville 5 (P) Tom Dunn 5 (P) Will Stuart 5 (P) | Welford Road, Leicester Widzów: 0 Sędzia: Karl Dickson |
| 22 sierpnia 202016:30 | Taulupe Faletau                                                 | 16:38(6:26) | | Welford Road, Leicester Widzów: 0 Sędzia: Karl Dickson |

| 25 sierpnia 202017:30 | London Wasps                            | 11:20(6:9) | Sale Sharks                          | Ricoh Arena, Coventry Widzów: 0 Sędzia: Craig Maxwell-Keys |
| 25 sierpnia 202017:30 | Jack Willis 5 (P) Jimmy Gopperth 6 (2K) | 11:20(6:9) | AJ MacGinty 15 (5K) Luke James 5 (P) | Ricoh Arena, Coventry Widzów: 0 Sędzia: Craig Maxwell-Keys |
| 25 sierpnia 202017:30 | Jono Ross                               | 11:20(6:9) |                                      | Ricoh Arena, Coventry Widzów: 0 Sędzia: Craig Maxwell-Keys |

| 25 sierpnia 202019:45 | Bristol Bears                                                                   | 22:25(3:15) | Exeter                                                                                   | Ashton Gate, Bristol Widzów: 0 Sędzia: Wayne Barnes |
| 25 sierpnia 202019:45 | Callum Sheedy 7 (2pd K) Ioan Lloyd 5 (P) Luke Morahan 5 (P) Piers O’Conor 5 (P) | 22:25(3:15) | Billy Keast 5 (P) Gareth Steenson 10 (2pd 2K) Phil Dollman 5 (P) Sam Hidalgo-Clyne 5 (P) | Ashton Gate, Bristol Widzów: 0 Sędzia: Wayne Barnes |

| 26 sierpnia 202018:00 | Leicester Tigers                           | 13:7(10:0) | London Irish                          | Welford Road, Leicester Widzów: 0 Sędzia: Luke Pearce |
| 26 sierpnia 202018:00 | David Williams 5 (P) George Ford 8 (pd 2K) | 13:7(10:0) | Ben Meehan 5 (P) Paddy Jackson 2 (pd) | Welford Road, Leicester Widzów: 0 Sędzia: Luke Pearce |
| 26 sierpnia 202018:00 | Calum Green                                | 13:7(10:0) |                                       | Welford Road, Leicester Widzów: 0 Sędzia: Luke Pearce |

| 26 sierpnia 202018:00 | Saracens                                                                                                | 36:20(14:10) | Gloucester                                                                           | Allianz Park, Londyn Widzów: 0 Sędzia: Ian Tempest |
| 26 sierpnia 202018:00 | Ben Harris 5 (P) Elliot Daly 6 (2K) Manu Vunipola 5 (pd K) Tom Whiteley 5 (P) Tom Woolstencroft 15 (3P) | 36:20(14:10) | Henry Walker 5 (P) Lloyd Evans 5 (pd K) Louis Rees-Zammit 5 (P) Stephen Varney 5 (P) | Allianz Park, Londyn Widzów: 0 Sędzia: Ian Tempest |

| 26 sierpnia 202018:00 | Worcester Warriors                                                                                           | 29:14(26:0) | Harlequins                                            | Sixways Stadium, Worcester Widzów: 0 Sędzia: Jack Makepeace |
| 26 sierpnia 202018:00 | Cornell Du Preez 5 (P) Duncan Weir 9 (3pd K) Francois Hougaard 5 (P) Niall Annett 5 (P) Ollie Lawrence 5 (P) | 29:14(26:0) | Chris Ashton 5 (P) Elia Elia 5 (P) James Lang 4 (2pd) | Sixways Stadium, Worcester Widzów: 0 Sędzia: Jack Makepeace |
| 26 sierpnia 202018:00 | Callum Black                                                                                                 | 29:14(26:0) |                                                       | Sixways Stadium, Worcester Widzów: 0 Sędzia: Jack Makepeace |

| 26 sierpnia 202019:45 | Northampton Saints | 3:18(3:3) | Bath                                                                                          | Franklin’s Gardens, Northampton Widzów: 0 Sędzia: Christophe Ridley |
| 26 sierpnia 202019:45 | Dan Biggar 3 (K)   | 3:18(3:3) | Josh Matavesi 3 (K) Rhys Priestland 5 (pd K) Ruaridh McConnochie 5 (P) Tom de Glanville 5 (P) | Franklin’s Gardens, Northampton Widzów: 0 Sędzia: Christophe Ridley |
| 26 sierpnia 202019:45 | JJ Tonks           | 3:18(3:3) |                                                                                               | Franklin’s Gardens, Northampton Widzów: 0 Sędzia: Christophe Ridley |

| 29 sierpnia 202015:00 | Sale Sharks | 40:7(26:7) | Bristol Bears                        | AJ Bell Stadium, Manchester Widzów: 0 Sędzia: Karl Dickson |
| 29 sierpnia 202015:00 | AJ MacGinty 10 (5pd) Denny Solomona 5 (P) Faf de Klerk 5 (P) Luke James 10 (2P) Marland Yarde 5 (P) Sam James 5 (P) | 40:7(26:7) | Alapati Leiua 5 (P) Tiff Eden 2 (pd) | AJ Bell Stadium, Manchester Widzów: 0 Sędzia: Karl Dickson |

| 30 sierpnia 202014:00 | Harlequins                                                                                             | 30:17(18:14) | Northampton Saints                                                 | Twickenham Stoop, Londyn Widzów: 0 Sędzia: Craig Maxwell-Keys |
| 30 sierpnia 202014:00 | Chris Ashton 5 (P) Chris Robshaw 5 (P) Marcus Smith 10 (2pd 2K) Nathan Earle 5 (P) Scott Baldwin 5 (P) | 30:17(18:14) | James Grayson 7 (2pd K) Rory Hutchinson 5 (P) Ryan Olowofela 5 (P) | Twickenham Stoop, Londyn Widzów: 0 Sędzia: Craig Maxwell-Keys |

| 30 sierpnia 202015:00 | Exeter | 59:7(38:0) | Worcester Warriors                    | Sandy Park, Exeter Widzów: 0 Sędzia: Adam Leal |
| 30 sierpnia 202015:00 | Jack Nowell 5 (P) Jacques Vermeulen 5 (P) Joe Simmonds 14 (7pd) Jonny Hill 15 (3P) Sam Simmonds 15 (3P) Stuart Hogg 5 (P) | 59:7(38:0) | Ashley Beck 5 (P) Billy Searle 2 (pd) | Sandy Park, Exeter Widzów: 0 Sędzia: Adam Leal |

| 30 sierpnia 202016:30 | Gloucester                                                                                                | 46:30(36:13) | Leicester Tigers                                                                                       | Kingsholm Stadium, Gloucester Widzów: 0 Sędzia: Matt Carley |
| 30 sierpnia 202016:30 | Billy Twelvetrees 11 (4pd K) Chris Harris 5 (P) Joe Simpson 5 (P) Lloyd Evans 5 (P) Ollie Thorley 20 (4P) | 46:30(36:13) | Cameron Henderson 5 (P) George Ford 9 (3pd K) Harry Potter 5 (P) Jordan Taufua 5 (P) Zack Henry 6 (2K) | Kingsholm Stadium, Gloucester Widzów: 0 Sędzia: Matt Carley |

| 31 sierpnia 202013:00 | London Irish                                                 | 12:40(12:26) | Saracens | Twickenham Stoop, Londyn Widzów: 0 Sędzia: Tom Foley |
| 31 sierpnia 202013:00 | Agustín Creevy 5 (P) Jacob Atkins 2 (pd) Matt Williams 5 (P) | 12:40(12:26) | Billy Vunipola 5 (P) Brad Barritt 5 (P) Jamie George 10 (2P) Manu Vunipola 10 (5pd) Richard Barrington 10 (2P) | Twickenham Stoop, Londyn Widzów: 0 Sędzia: Tom Foley |

| 31 sierpnia 202015:00 | Bath                                                                    | 23:27(13:13) | London Wasps                                                                     | The Recreation Ground, Bath Widzów: 0 Sędzia: Wayne Barnes |
| 31 sierpnia 202015:00 | Jack Walker 5 (P) Rhys Priestland 13 (2pd 3K) Ruaridh McConnochie 5 (P) | 23:27(13:13) | Jacob Umaga 12 (P 2pd K) Lima Sopoaga 3 (K) Tom West 5 (P) karne przyłożenie – 7 | The Recreation Ground, Bath Widzów: 0 Sędzia: Wayne Barnes |
| 31 sierpnia 202015:00 | Sam Underhill                                                           | 23:27(13:13) |                                                                                  | The Recreation Ground, Bath Widzów: 0 Sędzia: Wayne Barnes |

| 4 września 202018:00 | Worcester Warriors                       | 13:36(13:10) | Bristol Bears                                                                                                  | Sixways Stadium, Worcester Widzów: 0 Sędzia: Wayne Barnes |
| 4 września 202018:00 | Duncan Weir 8 (pd 2K) Melani Nanai 5 (P) | 13:36(13:10) | Andy Uren 5 (P) Ben Earl 5 (P) Callum Sheedy 11 (4pd K) Daniel Thomas 5 (P) Ed Holmes 5 (P) Siale Piutau 5 (P) | Sixways Stadium, Worcester Widzów: 0 Sędzia: Wayne Barnes |
| 4 września 202018:00 | Andrew Kitchener                         | 13:36(13:10) | Siale Piutau                                                                                                   | Sixways Stadium, Worcester Widzów: 0 Sędzia: Wayne Barnes |

| 4 września 202019:45 | Northampton Saints                                          | 19:22(12:14) | Exeter                                                                                  | Franklin’s Gardens, Northampton Widzów: 0 Sędzia: Luke Pearce |
| 4 września 202019:45 | Dan Biggar 4 (2pd) David Ribbans 10 (2P) Henry Taylor 5 (P) | 19:22(12:14) | Gareth Steenson 7 (2pd K) Jannes Kirsten 5 (P) Sean Lonsdale 5 (P) Tom O’Flaherty 5 (P) | Franklin’s Gardens, Northampton Widzów: 0 Sędzia: Luke Pearce |

| 5 września 202012:30 | Saracens                                                                     | 18:28(7:12) | London Wasps                               | Allianz Park, Londyn Widzów: 0 Sędzia: Christophe Ridley |
| 5 września 202012:30 | Alex Goode 3 (K) Elliot Daly 5 (P) Owen Farrell 5 (pd K) Sean Maitland 5 (P) | 18:28(7:12) | Jimmy Gopperth 23 (pd 7K) Tom Willis 5 (P) | Allianz Park, Londyn Widzów: 0 Sędzia: Christophe Ridley |
| 5 września 202012:30 | Owen Farrell                                                                 | 18:28(7:12) |                                            | Allianz Park, Londyn Widzów: 0 Sędzia: Christophe Ridley |

| 5 września 202014:00 | Harlequins                                                                        | 27:41(13:23) | Bath                                                                                           | Twickenham Stoop, Londyn Widzów: 2700 Sędzia: Tom Foley |
| 5 września 202014:00 | Brett Herron 12 (3pd 2K) James Lang 5 (P) Joe Marchant 5 (P) Martín Landajo 5 (P) | 27:41(13:23) | Elliott Stooke 5 (P) Lewis Boyce 5 (P) Rhys Priestland 21 (3pd 5K) Ruaridh McConnochie 10 (2P) | Twickenham Stoop, Londyn Widzów: 2700 Sędzia: Tom Foley |
| 5 września 202014:00 | Jack Walker · Tom Dunn                                                            | 27:41(13:23) |                                                                                                | Twickenham Stoop, Londyn Widzów: 2700 Sędzia: Tom Foley |

| 5 września 202015:00 | Leicester Tigers                                                                     | 31:40(9:20) | Sale Sharks                                                                                             | Welford Road, Leicester Widzów: 0 Sędzia: Ian Tempest |
| 5 września 202015:00 | Freddie Steward 5 (P) George Ford 16 (2pd 4K) Hanro Liebenberg 5 (P) Jake Kerr 5 (P) | 31:40(9:20) | AJ MacGinty 19 (P 4pd 2K) Denny Solomona 5 (P) Faf de Klerk 6 (dg K) Jono Ross 5 (P) Manu Tuilagi 5 (P) | Welford Road, Leicester Widzów: 0 Sędzia: Ian Tempest |

| 5 września 202016:30 | Gloucester | 36:23(17:13) | London Irish                                                               | Kingsholm Stadium, Gloucester Widzów: 0 Sędzia: Hamish Smales |
| 5 września 202016:30 | Billy Twelvetrees 4 (2pd) Jack Stanley 5 (P) Lloyd Evans 12 (P 2pd K) Louis Rees-Zammit 5 (P) Ollie Thorley 5 (P) Stephen Varney 5 (P) | 36:23(17:13) | Agustín Creevy 5 (P) Ollie Hassell-Collins 5 (P) Paddy Jackson 13 (2pd 3K) | Kingsholm Stadium, Gloucester Widzów: 0 Sędzia: Hamish Smales |

| 8 września 202019:45 | Bristol Bears | 47:10(21:3) | Northampton Saints                          | Ashton Gate, Bristol Widzów: 0 Sędzia: Tom Foley |
| 8 września 202019:45 | Alapati Leiua 5 (P) Andy Uren 5 (P) Ben Earl 5 (P) Callum Sheedy 12 (6pd) Chris Vui 5 (P) Harry Thacker 5 (P) Luke Morahan 5 (P) Piers O’Conor 5 (P) | 47:10(21:3) | James Grayson 5 (pd K) Josh Gillespie 5 (P) | Ashton Gate, Bristol Widzów: 0 Sędzia: Tom Foley |

| 9 września 202017:30 | Exeter | 35:22(21:8) | Gloucester                                                       | Sandy Park, Exeter Widzów: 0 Sędzia: Christophe Ridley |
| 9 września 202017:30 | Ian Whitten 5 (P) Jack Maunder 5 (P) Joe Simmonds 10 (5pd) Jonny Hill 5 (P) Luke Cowan-Dickie 5 (P) Sam Simmonds 5 (P) | 35:22(21:8) | Billy Twelvetrees 7 (2pd K) Josh Gray 5 (P) Matt Banahan 10 (2P) | Sandy Park, Exeter Widzów: 0 Sędzia: Christophe Ridley |
| 9 września 202017:30 | Charlie Beckett | 35:22(21:8) |                                                                  | Sandy Park, Exeter Widzów: 0 Sędzia: Christophe Ridley |

| 9 września 202017:30 | London Wasps | 54:7(14:7) | Leicester Tigers                          | Ricoh Arena, Coventry Widzów: 0 Sędzia: Karl Dickson |
| 9 września 202017:30 | Alfie Barbeary 15 (3P) Jacob Umaga 15 (P 5pd) Jimmy Gopperth 4 (2pd) Malakai Fekitoa 5 (P) Sam Spink 5 (P) Tom West 5 (P) Zach Kibirige 5 (P) | 54:7(14:7) | Cameron Henderson 5 (P) Zack Henry 2 (pd) | Ricoh Arena, Coventry Widzów: 0 Sędzia: Karl Dickson |
| 9 września 202017:30 | Ben Youngs · Guy Porter | 54:7(14:7) |                                           | Ricoh Arena, Coventry Widzów: 0 Sędzia: Karl Dickson |

| 9 września 202018:00 | Sale Sharks                                                                                     | 24:17(21:7) | Saracens                                     | AJ Bell Stadium, Manchester Widzów: 0 Sędzia: Craig Maxwell-Keys |
| 9 września 202018:00 | Matt Postlethwaite 5 (P) Robert du Preez 9 (3pd K) Simon Hammersley 5 (P) Walerij Morozow 5 (P) | 24:17(21:7) | Manu Vunipola 7 (2pd K) Rotimi Segun 10 (2P) | AJ Bell Stadium, Manchester Widzów: 0 Sędzia: Craig Maxwell-Keys |

| 9 września 202019:45 | Bath | 40:15(26:15) | Worcester Warriors                      | The Recreation Ground, Bath Widzów: 0 Sędzia: Andrew Jackson |
| 9 września 202019:45 | Elliott Stooke 10 (2P) Jack Walker 5 (P) Josh Matavesi 15 (P 5pd) Tom de Glanville 5 (P) Tom Ellis 5 (P) | 40:15(26:15) | Billy Searle 10 (P pd K) Ed Fidow 5 (P) | The Recreation Ground, Bath Widzów: 0 Sędzia: Andrew Jackson |

| 9 września 202019:45 | London Irish                                             | 15:38(15:10) | Harlequins                                                                                               | Twickenham Stoop, Londyn Widzów: 0 Sędzia: Matt Carley |
| 9 września 202019:45 | Ben Donnell 5 (P) Dan Norton 5 (P) Jacob Atkins 5 (pd K) | 15:38(15:10) | Cadan Murley 5 (P) Marcus Smith 16 (2P 3pd) Scott Baldwin 5 (P) Scott Steele 5 (P) karne przyłożenie – 7 | Twickenham Stoop, Londyn Widzów: 0 Sędzia: Matt Carley |
| 9 września 202019:45 | Scott Steele                                             | 15:38(15:10) | | Twickenham Stoop, Londyn Widzów: 0 Sędzia: Matt Carley |

| 13 września 202012:30 | London Wasps | 59:35(31:14) | Bristol Bears                                                                       | Ricoh Arena, Coventry Widzów: 0 Sędzia: Ian Tempest |
| 13 września 202012:30 | Dan Robson 5 (P) Gabriel Oghre 5 (P) Jack Willis 5 (P) Jimmy Gopperth 12 (6pd) Josh Bassett 5 (P) Tom Cruse 5 (P) Tom Willis 5 (P) Will Rowlands 5 (P) Zach Kibirige 5 (P) karne przyłożenie – 7 | 59:35(31:14) | Max Malins 18 (2P 4pd) Peter McCabe 5 (P) Piers O’Conor 5 (P) karne przyłożenie – 7 | Ricoh Arena, Coventry Widzów: 0 Sędzia: Ian Tempest |
| 13 września 202012:30 | James Gaskell | 59:35(31:14) |                                                                                     | Ricoh Arena, Coventry Widzów: 0 Sędzia: Ian Tempest |

| 13 września 202014:00 | Leicester Tigers                                                | 28:24(19:10) | Northampton Saints                                                            | Welford Road, Leicester Widzów: 0 Sędzia: Wayne Barnes |
| 13 września 202014:00 | Ben Youngs 5 (P) Freddie Steward 3 (K) Zack Henry 20 (pd dg 5K) | 28:24(19:10) | Dan Biggar 7 (2pd K) Henry Taylor 5 (P) Paul Hill 5 (P) karne przyłożenie – 7 | Welford Road, Leicester Widzów: 0 Sędzia: Wayne Barnes |
| 13 września 202014:00 | Hanro Liebenberg                                                | 28:24(19:10) | David Ribbans                                                                 | Welford Road, Leicester Widzów: 0 Sędzia: Wayne Barnes |

| 13 września 202015:00 | London Irish                                                                                 | 25:40(8:7) | Worcester Warriors                                                                                      | Twickenham Stoop, Londyn Widzów: 0 Sędzia: Craig Maxwell-Keys |
| 13 września 202015:00 | Albert Tuisue 5 (P) Ben Loader 5 (P) Ben Meehan 5 (P) Paddy Jackson 5 (pd K) Tom Homer 5 (P) | 25:40(8:7) | Duncan Weir 10 (5pd) Francois Hougaard 10 (2P) Melani Nanai 5 (P) Ollie Lawrence 10 (2P) Tom Howe 5 (P) | Twickenham Stoop, Londyn Widzów: 0 Sędzia: Craig Maxwell-Keys |
| 13 września 202015:00 | Isaac Curtis-Harris · Terrence Hepetema                                                      | 25:40(8:7) | | Twickenham Stoop, Londyn Widzów: 0 Sędzia: Craig Maxwell-Keys |

| 13 września 202015:00 | Sale Sharks                                                                                        | 22:37(7:17) | Bath                                                                                            | AJ Bell Stadium, Manchester Widzów: 0 Sędzia: Matt Carley |
| 13 września 202015:00 | AJ MacGinty 7 (2pd K) Daniel du Preez 5 (P) Jean-Luc du Preez 5 (P) Rohan Janse van Rensburg 5 (P) | 22:37(7:17) | Ben Spencer 10 (2P) Jonathan Joseph 5 (P) Rhys Priestland 17 (4pd 3K) Ruaridh McConnochie 5 (P) | AJ Bell Stadium, Manchester Widzów: 0 Sędzia: Matt Carley |
| 13 września 202015:00 | Jono Ross · Rob Webber                                                                             | 22:37(7:17) |                                                                                                 | AJ Bell Stadium, Manchester Widzów: 0 Sędzia: Matt Carley |

| 13 września 202016:30 | Saracens | 40:17(15:5) | Exeter                                                                         | Allianz Park, Londyn Widzów: 0 Sędzia: Adam Leal |
| 13 września 202016:30 | Cameron Boon 5 (P) Dominic Morris 5 (P) Elliot Obatoyinbo 5 (P) Janco Venter 5 (P) Manu Vunipola 15 (3pd 3K) Rotimi Segun 5 (P) | 40:17(15:5) | Dave Dennis 5 (P) Facundo Cordero 5 (P) Harvey Skinner 2 (pd) Will Witty 5 (P) | Allianz Park, Londyn Widzów: 0 Sędzia: Adam Leal |

| 14 września 202019:45 | Gloucester                                                        | 15:28(3:21) | Harlequins                                                                          | Kingsholm Stadium, Gloucester Widzów: 1000 Sędzia: Karl Dickson |
| 14 września 202019:45 | Danny Cipriani 5 (pd K) Jake Polledri 5 (P) Matías Alemanno 5 (P) | 15:28(3:21) | Cadan Murley 5 (P) Marcus Smith 13 (2pd 3K) Scott Steele 5 (P) Stephan Lewies 5 (P) | Kingsholm Stadium, Gloucester Widzów: 1000 Sędzia: Karl Dickson |
| 14 września 202019:45 | Joe Gray                                                          | 15:28(3:21) |                                                                                     | Kingsholm Stadium, Gloucester Widzów: 1000 Sędzia: Karl Dickson |

| 22 września 202017:30 | Bath                                                                            | 31:20(3:13) | Gloucester                                                          | The Recreation Ground, Bath Widzów: 0 Sędzia: Craig Maxwell-Keys |
| 22 września 202017:30 | Ben Spencer 5 (P) Lewis Boyce 5 (P) Rhys Priestland 11 (4pd K) Tom Dunn 10 (2P) | 31:20(3:13) | Billy Twelvetrees 10 (2pd 2K) Chris Harris 5 (P) Matt Banahan 5 (P) | The Recreation Ground, Bath Widzów: 0 Sędzia: Craig Maxwell-Keys |

| 28 września 202019:45 | Harlequins                                       | 23:32(15:8) | London Wasps                                                                                         | Twickenham Stoop, Londyn Widzów: 0 Sędzia: Luke Pearce |
| 28 września 202019:45 | Alex Dombrandt 10 (2P) Marcus Smith 13 (P pd 2K) | 23:32(15:8) | Gabriel Oghre 5 (P) Jack Willis 5 (P) Jimmy Gopperth 12 (3pd 2K) Thomas Young 5 (P) Tom Willis 5 (P) | Twickenham Stoop, Londyn Widzów: 0 Sędzia: Luke Pearce |
| 28 września 202019:45 | Elia Elia                                        | 23:32(15:8) | | Twickenham Stoop, Londyn Widzów: 0 Sędzia: Luke Pearce |

| 29 września 202017:30 | Northampton Saints                                       | 14:34(7:22) | Sale Sharks | Franklin’s Gardens, Northampton Widzów: 0 Sędzia: Wayne Barnes |
| 29 września 202017:30 | Ahsee Tuala 5 (P) Alex Mitchell 5 (P) Dan Biggar 4 (2pd) | 14:34(7:22) | Luke James 10 (2P) Robert du Preez 2 (pd) Rohan Janse van Rensburg 5 (P) Simon Hammersley 5 (P) Walerij Morozow 5 (P) karne przyłożenie – 7 | Franklin’s Gardens, Northampton Widzów: 0 Sędzia: Wayne Barnes |
| 29 września 202017:30 | Api Ratuniyarawa                                         | 14:34(7:22) | | Franklin’s Gardens, Northampton Widzów: 0 Sędzia: Wayne Barnes |

| 30 września 202017:30 | Bristol Bears | 40:3(21:3) | Leicester Tigers | Ashton Gate, Bristol Widzów: 0 Sędzia: Craig Maxwell-Keys |
| 30 września 202017:30 | Bryan Byrne 5 (P) Callum Sheedy 8 (4pd) Daniel Thomas 5 (P) Harry Thacker 5 (P) Ioan Lloyd 5 (P) Nathan Hughes 5 (P) karne przyłożenie – 7 | 40:3(21:3) | Zack Henry 3 (K) | Ashton Gate, Bristol Widzów: 0 Sędzia: Craig Maxwell-Keys |
| 30 września 202017:30 | Ben White · Harry Simmons | 40:3(21:3) |                  | Ashton Gate, Bristol Widzów: 0 Sędzia: Craig Maxwell-Keys |

| 30 września 202017:30 | Exeter                                                                           | 19:22(12:15) | London Irish                                                                      | Sandy Park, Exeter Widzów: 0 Sędzia: Ian Tempest |
| 30 września 202017:30 | Harvey Skinner 4 (2pd) Ollie Devoto 5 (P) Tom Hendrickson 5 (P) Will Witty 5 (P) | 19:22(12:15) | Agustín Creevy 5 (P) Curtis Rona 5 (P) Matt Cornish 5 (P) Paddy Jackson 7 (2pd K) | Sandy Park, Exeter Widzów: 0 Sędzia: Ian Tempest |

| 30 września 202017:30 | Worcester Warriors | 40:27(28:19) | Saracens                                                             | Sixways Stadium, Worcester Widzów: 0 Sędzia: Karl Dickson |
| 30 września 202017:30 | Ashley Beck 5 (P) Billy Searle 8 (4pd) Francois Hougaard 10 (2P) Noah Heward 5 (P) Ted Hill 5 (P) karne przyłożenie – 7 | 40:27(28:19) | Ali Crossdale 10 (2P) Charlie Watson 10 (2P) Manu Vunipola 7 (2pd K) | Sixways Stadium, Worcester Widzów: 0 Sędzia: Karl Dickson |
| 30 września 202017:30 | Elliot Obatoyinbo · Sam Crean                                                                                           | 40:27(28:19) |                                                                      | Sixways Stadium, Worcester Widzów: 0 Sędzia: Karl Dickson |

| 4 października 202015:00 | Gloucester | 20:0 | Northampton Saints | Kingsholm Stadium, Gloucester |
| 4 października 202015:00 |            | 20:0 |                    | Kingsholm Stadium, Gloucester |

| 4 października 202015:00 | Leicester Tigers                                                             | 26:32(11:17) | Harlequins                                                                          | Welford Road, Leicester Widzów: 0 Sędzia: Matt Carley |
| 4 października 202015:00 | George Ford 11 (pd 3K) Matt Scott 5 (P) Nemani Nadolo 5 (P) Tom Youngs 5 (P) | 26:32(11:17) | Alex Dombrandt 5 (P) Brett Herron 12 (3pd 2K) James Lang 5 (P) Joe Marchant 10 (2P) | Welford Road, Leicester Widzów: 0 Sędzia: Matt Carley |
| 4 października 202015:00 | Jordan Els                                                                   | 26:32(11:17) |                                                                                     | Welford Road, Leicester Widzów: 0 Sędzia: Matt Carley |

| 4 października 202015:00 | London Irish                                     | 7:36(0:17) | Bristol Bears | Twickenham Stoop, Londyn Widzów: 0 Sędzia: Karl Dickson |
| 4 października 202015:00 | Ollie Hassell-Collins 5 (P) Paddy Jackson 2 (pd) | 7:36(0:17) | Ben Earl 5 (P) Harry Thacker 5 (P) Max Malins 9 (3pd K) Semi Radradra 5 (P) Will Capon 5 (P) karne przyłożenie – 7 | Twickenham Stoop, Londyn Widzów: 0 Sędzia: Karl Dickson |
| 4 października 202015:00 | Ben Donnell                                      | 7:36(0:17) | | Twickenham Stoop, Londyn Widzów: 0 Sędzia: Karl Dickson |

| 4 października 202015:00 | Saracens                                                       | 17:17(3:14) | Bath                                                         | Allianz Park, Londyn Widzów: 0 Sędzia: Wayne Barnes |
| 4 października 202015:00 | Manu Vunipola 5 (pd K) Tim Swinson 5 (P) karne przyłożenie – 7 | 17:17(3:14) | Ben Spencer 5 (P) Beno Obano 5 (P) Rhys Priestland 7 (2pd K) | Allianz Park, Londyn Widzów: 0 Sędzia: Wayne Barnes |

| 4 października 202015:00 | London Wasps | 46:5(25:0) | Exeter                 | Ricoh Arena, Coventry Widzów: 0 Sędzia: Tom Foley |
| 4 października 202015:00 | Ben Vellacott 10 (2P) Dan Robson 5 (P) Jacob Umaga 5 (P) Jimmy Gopperth 19 (P 4pd 2K) Josh Bassett 5 (P) Rob Miller 2 (pd) | 46:5(25:0) | Danny Southworth 5 (P) | Ricoh Arena, Coventry Widzów: 0 Sędzia: Tom Foley |

| 7 października 202019:45 | Sale Sharks | 0:20 | Worcester Warriors | AJ Bell Stadium, Manchester |
| 7 października 202019:45 |             | 0:20 |                    | AJ Bell Stadium, Manchester |

## Faza pucharowa
|  |                      |               |              |                      |    |        |        |       |
|  | Półfinał             | Półfinał      | Półfinał     |                      |    | Finał  | Finał  | Finał |
|  | Półfinał             | Półfinał      | Półfinał     |                      |    | Finał  | Finał  | Finał |
|  | 10 października 2020 |               |              |                      |    |        |        |       |
|  |                      |               |              |                      |    |        |        |       |
|  | Exeter               | Exeter        | 35           |                      |    |        |        |       |
|  | Exeter               | Exeter        | 35           | 24 października 2020 |    |        |        |       |
|  | Bath                 | Bath          | 6            |                      |    |        |        |       |
|  | Bath                 | Bath          | 6            |                      |    | Exeter | Exeter | 19    |
|  | 10 października 2020 |               |              |                      |    | Exeter | Exeter | 19    |
|  |                      |               | London Wasps | London Wasps         | 13 |        |        |       |
|  | London Wasps         | London Wasps  | London Wasps | London Wasps         | 13 | 47     |        |       |
|  | London Wasps         | London Wasps  |              |                      |    |        |        |       |
|  | Bristol Bears        | Bristol Bears | 24           |                      |    |        |        |       |
|  | Bristol Bears        | Bristol Bears | 24           |                      |    |        |        |       |

| 10 października 202016:30 | Exeter                                                                                                | 35:6(14:6) | Bath                   | Sandy Park, Exeter Widzów: 0 Sędzia: Luke Pearce |
| 10 października 202016:30 | Joe Simmonds 10 (5pd) Jonny Hill 10 (2P) Luke Cowan-Dickie 5 (P) Ollie Devoto 5 (P) Stuart Hogg 5 (P) | 35:6(14:6) | Rhys Priestland 6 (2K) | Sandy Park, Exeter Widzów: 0 Sędzia: Luke Pearce |
| 10 października 202016:30 | Jonny Hill                                                                                            | 35:6(14:6) |                        | Sandy Park, Exeter Widzów: 0 Sędzia: Luke Pearce |

| 10 października 202013:30 | London Wasps | 47:24(23:5) | Bristol Bears                                                                                     | Ricoh Arena, Coventry Widzów: 0 Sędzia: Matt Carley |
| 10 października 202013:30 | Dan Robson 5 (P) Jack Willis 5 (P) Jimmy Gopperth 22 (5pd 4K) Malakai Fekitoa 5 (P) Matteo Minozzi 5 (P) Zach Kibirige 5 (P) | 47:24(23:5) | Callum Sheedy 4 (2pd) Harry Randall 5 (P) Harry Thacker 5 (P) Luke Morahan 5 (P) Max Malins 5 (P) | Ricoh Arena, Coventry Widzów: 0 Sędzia: Matt Carley |

| 24 października 202018:00 | Exeter                                    | 19:13(13:10) | London Wasps                               | Twickenham Stadium, Londyn Widzów: 0 Sędzia: Craig Maxwell-Keys |
| 24 października 202018:00 | Henry Slade 5 (P) Joe Simmonds 14 (pd 4K) | 19:13(13:10) | Jacob Umaga 5 (P) Jimmy Gopperth 8 (pd 2K) | Twickenham Stadium, Londyn Widzów: 0 Sędzia: Craig Maxwell-Keys |